# 대리언 타운스
대리언 타운스(Darian Townes, 1984년 7월 31일 ~ )는 레바논 농구 리그의 스포팅 알 리야디 베이루트에서 뛰는 미국 프로 농구 선수이다. 아칸소 대학교에서 대학 농구를 했다.

## 프로 경력
2008년 NBA 드래프트에서 지명을 받지 못한 타운스는 폴란드 농구 팀인 PGE 투로프 즈고젤레츠와 계약했다. 투로프 즈고젤레츠와의 첫 경기에서 그는 레기아 바르샤바를 상대로 82-65 승리를 거두며 5득점 2리바운드를 기록했다.
2020년 1월 24일 타운스는 2020년 시즌을 위해 레바논 팀인 스포팅 알 리야디 베이루트와 계약을 맺었다.